# Retrato de Isabella Brant
Retrato de Isabella Brant es uno de los primeros retratos del pintor holandés Anton van Dyck. Está realizado en óleo sobre tela, y fue pintado en el año 1621. Mide 153 cm de alto y 120 cm de ancho. Se exhibe actualmente en la Galería Nacional de Arte de Washington D. C.
Antes de hacerse famoso como retratista en la corte de Londres, a donde marchó en 1632, Van Dyck ya había realizado otros retratos en su país natal, entre ellos este retrato de Isabella Brant, primera esposa de su maestro Pedro Pablo Rubens. Lo hizo en Amberes. Puede verse, al modo veneciano, un cortinón rojo en la esquina superior izquierda. Sobre el fondo, el patio de la casa de Rubens, que el artista había hecho construir en estilo barroco; en particular, es diseño propio de Rubens.